# 싱할라어
싱할라어(싱할라어: සිංහල, 영어: Sinhala 또는 Sinhalese)는 스리랑카에서 사용되는 싱할라인의 언어이다. 인도유럽어족 인도이란어파 인도아리아어군에 속한다. 기본 어순은 SOV형이고 pro&bro 탈락 언어이다. 싱할라어와 타밀어는 스리랑카의 공용어이다.

## 이름의 유래
싱할라(Sinhala)라는 말은 이 언어를 가리키는 산스크리트어의 단어이며 위자야 왕의 "싱할라국"의 건국 후, 싱할라국의 외부(산스크리트어를 말하는 사람들)에서 그들의 언어를 "싱할라어"라고 부른 것에서 유래했다. 산스크리트어에서 파생된 중기 힌디어에서는 Sīhala이다. 싱할라어 자신에서는 옛날에는 Elu(en), Hela, Helu라고 칭했다. 산스크리트어와 중기 힌디어에서의 호칭은 어두에 사자를 나타내는 단어(simba, sīha)가 붙어 있다.

## 역사
스리랑카의 역사서인 마하밤사에 따르면 기원전 5세기경 위저여 왕과 측근들이 동북 인도에서 실론섬에 건너왔다고 한다. 그 위저여 왕은 원래 실론섬에 있던 약카(Yakka)족, 나가(Naga)족으로 구성된 헬라(Hela)족 사람들을 섞어서 "싱할라(Sinhala)국가"을 건국했다고 한다. 그 후 수세기 동안 칼링가, 마가다 등 인도 동부, 벵골에서 건너온 사람들로 인해 프라크리트어와의 혼합이 진행되었다.

### 변천의 경과
현재까지의 싱할라어의 변천은 4단계로 나뉜다.
- 프라크리트어에서의 싱할라어 (3세기경까지)
- 전기 싱할라어 (3~7세기경)
- 중기 싱할라어 (7~12세기)
- 근세 싱할라어 (12세기경부터 현재까지)

## 수사
싱할라어의 수사는 다른 인도유럽어족의 언어와 매우 닮았다.
| 숫자 | 싱할라어      | 산스크리트어 | 그리스어 | 라틴어   | 독일어 | 영어  | 프랑스어 | 러시아어 | 폴란드어 |
| 1    | eka (එක)      | éka          | heis     | unus     | eins   | one   | un       | adin     | jeden    |
| 2    | deka (දෙක)     | dvá          | dúo      | duo      | zwei   | two   | deux     | dva      | dwa      |
| 3    | thuna (තුන)    | trí          | treis    | tres     | drei   | three | trois    | tri      | trzy     |
| 4    | hathara (හතර) | catúr        | téttares | quattuor | vier   | four  | quatre   | chityri  | cztery   |
| 5    | paha (පහ)     | páñca        | pénte    | quinque  | fünf   | five  | cinq     | pyat'    | pięć     |
| 6    | haya (හය)     | shat         | héx      | sex      | sechs  | six   | six      | shest'   | sześć    |
| 7    | hatha (හත)    | saptá        | heptá    | septem   | sieben | seven | sept     | syem'    | siedem   |
| 8    | aṭa (අට)      | aṣṭá         | októ     | octo     | acht   | eight | huit     | vosim'   | osiem    |
| 9    | navaya (නවය)  | náva         | ennéa    | novem    | neun   | nine  | neuf     | dyevit'  | dziewięć |
| 10   | dahaya (දහය)  | dáça         | déka     | decem    | zehn   | ten   | dix      | dyesit'  | dziesięć |

## 표기
싱할라어 문자는 싱할라 호디여(Sinhala Hodiya)로 불리며 다른 인도아리아어군의 문자와 마찬가지로 고대 브라흐미 문자에서 파생된 것이다.
싱할라어 문장에서 문자는 왼쪽에서 오른쪽으로 표기된다. 싱할라 문자는 싱할라어로 사용되며, 다른 인도아리안어군의 언어에서는 사용하지 않는다.